# Bos (Adour)
Der Bos ist ein Fluss in Frankreich, der im Département Landes in der Region Nouvelle-Aquitaine verläuft. Er entspringt im Gemeindegebiet von Maurrin, entwässert generell Richtung Westsüdwest und mündet nach rund 27 Kilometern im südlichen Gemeindegebiet von Aurice, knapp an der Grenze zur Nachbargemeinde Saint-Sever, als rechter Nebenfluss in den Adour.

## Bezeichnung des Flusses
Der Fluss ändert in seinem Verlauf mehrfach seine Bezeichnung. Es sind dies (in Fließrichtung):
- Ruisseau des Longs
- Ruisseau Saint Jean
- Ruisseau Saint Christau
- Ruisseau du Bos

## Orte am Fluss
(Reihenfolge in Fließrichtung)
- Maurrin
- Bordenave, Gemeinde Bascons
- Artassenx
- Miquelat, Gemeinde Bascons
- Bretagne-de-Marsan
- Nouville, Gemeinde Bretagne-de-Marsan
- Benquet
- Saint Cristau, Gemeinde Benquet
- Pavillon du Bos, Gemeinde Bas-Mauco
- Tambourin, Gemeinde Aurice
- Baliden, Gemeinde Saint-Sever